# Cantone di Deux Rivières et Vallées
Il Cantone di Deux Rivières et Vallées è una divisione amministrativa dell'Arrondissement di Yssingeaux.
È stato costituito a seguito della riforma approvata con decreto del 17 febbraio 2014, che ha avuto attuazione dopo le elezioni dipartimentali del 2015, riunendo i disciolti cantoni di Brioude-Nord e Brioude-Sud.

## Composizione
Comprende i seguenti 5 comuni:
- Saint-Didier-en-Velay
- Saint-Pal-de-Mons
- Saint-Victor-Malescours
- Sainte-Sigolène
- La Séauve-sur-Semène